# 石田和春
石田和春（日语：／ Ishida Kazuharu，1948年4月8日—），日本男子摔跤运动员。他曾代表日本参加1974年亚洲运动会摔跤比赛，获得一枚银牌。他也曾参加1972年夏季奥林匹克运动会。